# سيداجي ليمبا

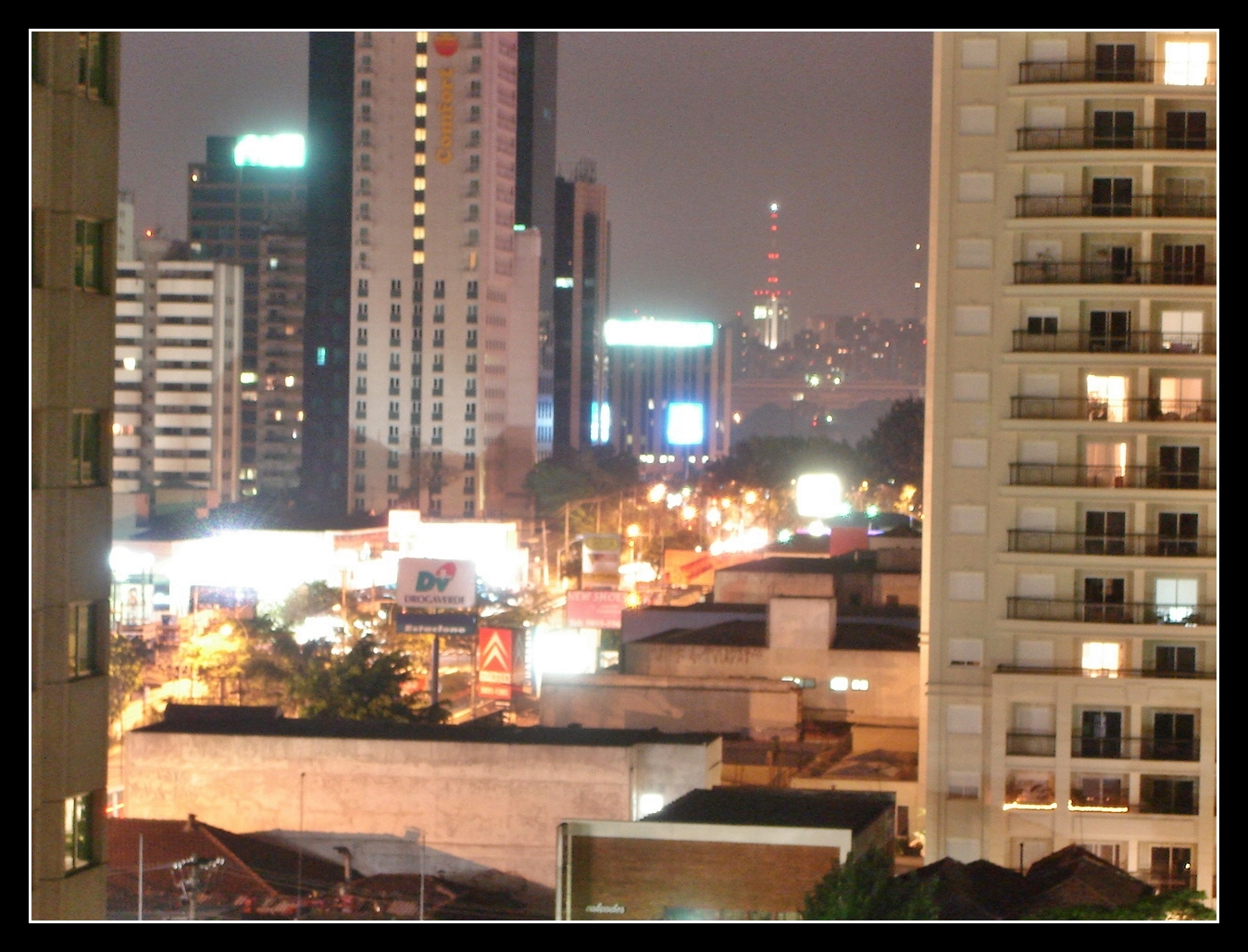
شارع Ibirapuera في ساو

سيداجي ليمبا (بالبرتغالية: Cidade Limpa) هو قانون لمدينة ساو باولو بالبرازيل صدر في عام 2006 يحظر الإعلان مثل الملصقات الخارجية. اقترحه رئيس البلدية جيلبرتو كساب.
تم إزالة 15.000 لوحة إعلانية. تم إظهار دعم كبير من الجمهور للمبادرة، في مواجهة الحملات التسويقية الخاصة من قبل بعض المعلنين للناس لمعارضة الحظر. بعد إزالة الإعلانات لاحظ الكثيرون أنهم شعروا وكأنهم في مدينة جديدة. في الوقت نفسه خلق القانون بعض الملاحظات الاجتماعية غير المتوقعة.
أوضح فينيسيوس فالفاو مراسل في فوليا ساو باولو أكبر صحيفة برازيلية ، في مقابلة:
ساو باولو مدينة عمودية للغاية. وهذا يجعلها شديدة الجنون. لا يمكنك حتى أن تدرك هندسة المباني القديمة، لأن جميع المباني وجميع المنازل كانت مغطاة فقط بلوحات إعلانية وشعارات ودعاية. ولم تكن هناك معايير. والآن هو مذهل. لقد كشفوا عن الكثير من المشاكل التي كانت تعاني منها المدينة والتي لم ندركها أبدًا. على سبيل المثال هناك بعض الأحياء الفقيرة وهي مدن الصفيح. لقد كتبت قصة كبيرة في صحيفتي اليوم مفادها أننا لم ندرك أبدًا وجود مدينة أكواخ كبيرة في أجزاء كثيرة من المدينة. صُدم الناس لأنهم لم يروا ذلك من قبل، لمجرد وجود الكثير من اللوحات الإعلانية التي تغطي المنطقة. ساو باولو مثل نيويورك تمامًا، إنها مدينة معولمة ومتعددة الثقافات للغاية. لدينا الحي الياباني والحي الكوري والحي الإيطالي وفي الجوار الكوري، لديهم الكثير من المصنعين الصغار ورجال الأعمال الكوريين هؤلاء. إنهم يستأجرون عمالة غير شرعية من مهاجرين بوليفيين. وكان هناك الكثير من اللوحات الإعلانية أمام محلات هؤلاء المصنّعين. وعندما اكتشفوا استطعنا أن نرى من خلال النافذة الكثير من البوليفيين يحبون النوم والعمل في نفس المكان. يكسبون المال الذي يكفي فقط للطعام. لذا فهي مشكلة اجتماعية كبيرة تم الكشف عنها، وقد صدمت المدينة بهذه الأخبار.
كان تنفيذ القانون مثيرا للجدل. أخذت صناعة الإعلان الأمر الأسوأ. تم تدمير العديد من صور الجرافيتي التي جلبت للمدينة سمعة دولية للابتكار الفني وتضررت أخرى بشدة، بما في ذلك اللوحة الجدارية المعتمدة رسميًا والتي يبلغ طولها 680 مترًا والتي رسمها جيميوس على طول الطريق السريع 23 جي ميو. في الوقت نفسه كان يتم الاحتفال بأعمال الفنانين في معرض فن الشارع في لندن. أدى هذا الاعتراف الدولي بأهمية عمل الفنانين إلى إعادة تقييم في ساو باولو لأهمية فن الشارع وتأثير القانون. بعد مناقشة عامة حول موضوع ما يشكل الفن، أنشأت المدينة سجلًا لفن الشارع في ساو باولو يستحق الحماية.